# Paldiski
Paldiski es una ciudad y puerto báltico situado en la península de Pakri, al noroeste de Estonia. Originalmente un asentamiento sueco conocido como Rågervik, se convirtió en una base naval rusa en el siglo XVIII. Los rusos lo renombraron Балтийский Порт (Baltiyskiy Port; esto es, Puerto Báltico) en 1762, y la pronunciación estonia, Paldiski, se convirtió en el nombre oficial en 1933.
En 1962, Paldiski pasó a ser un centro entrenamiento de submarinos nucleares de la Marina Soviética. Con sus dos reactores nucleares basados en tierra, y sus 16.000 personas empleadas, era la mayor instalación de su clase de toda la Unión Soviética. Rusia renunció al control de las instalaciones del reactor nuclear en septiembre de 1995.

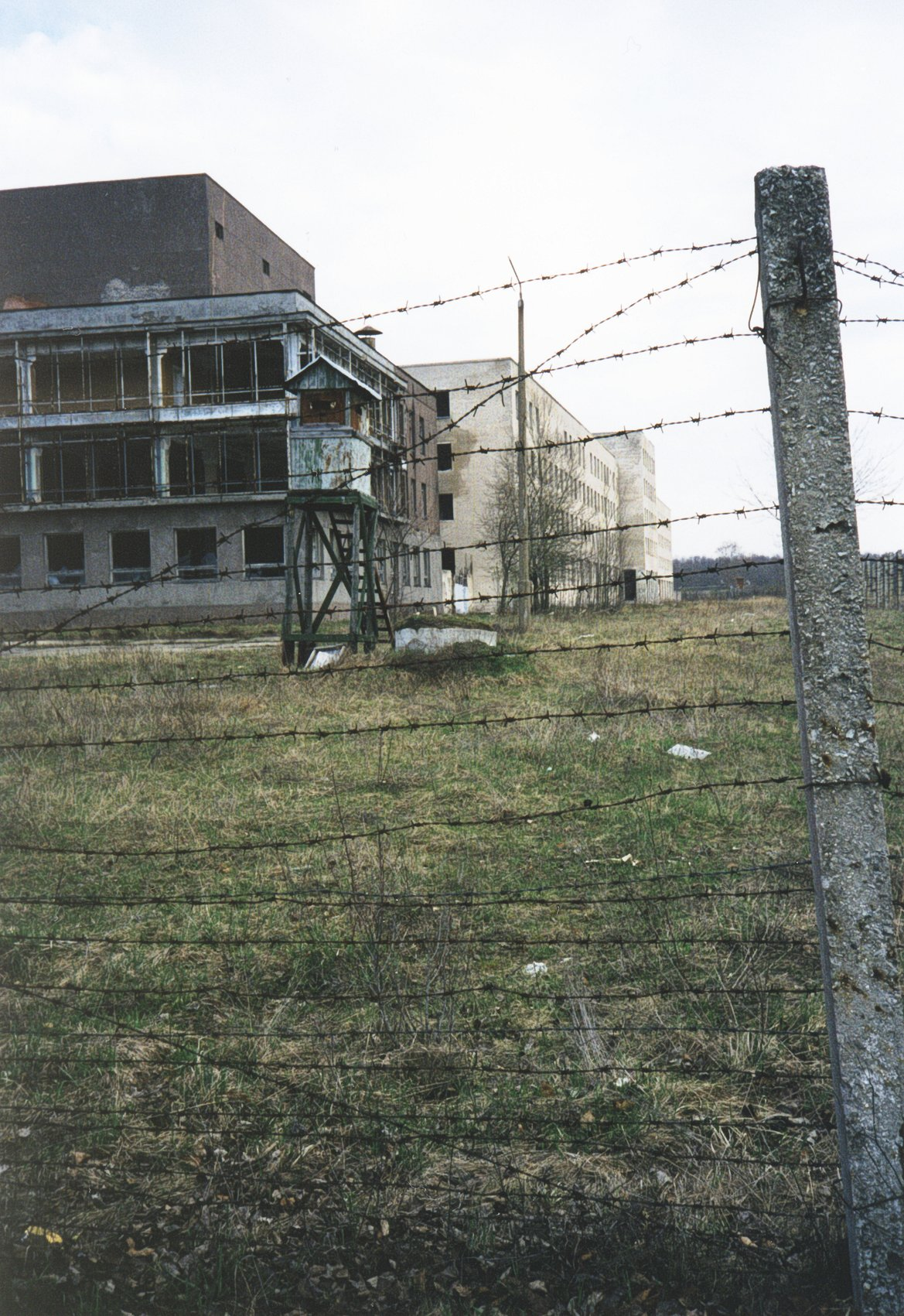
Edificios militares abandonados en Paldiski (1999).

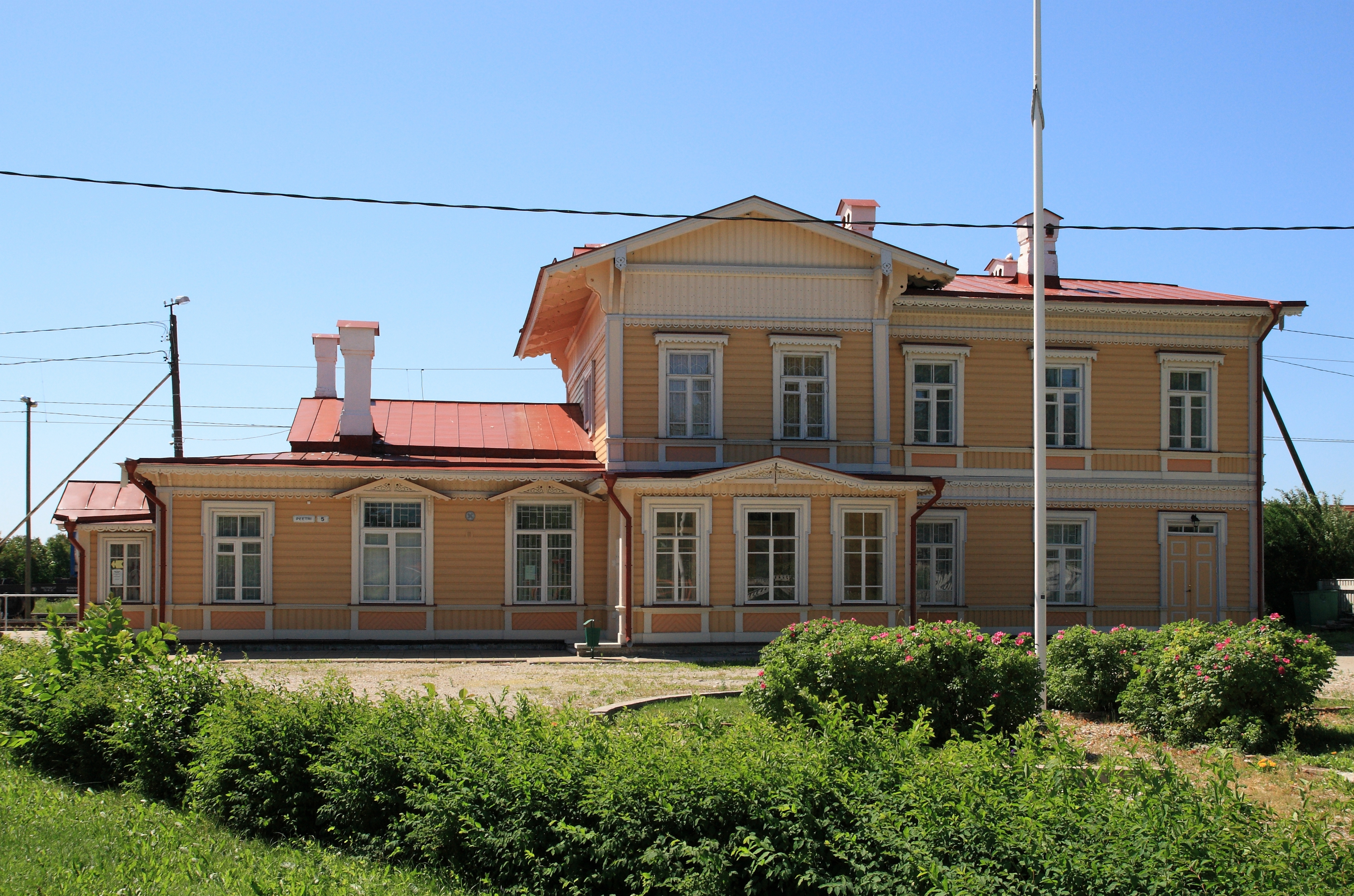
La estación de ferrocarril de Paldiski en 2011.

Localizada a 45 km al oeste de Tallin, Paldiski es un municipio perteneciente al Condado de Harju y tiene una conexión regular de ferry con Kapellskär, en Suecia (dirigida por Tallink).

## Curiosidades
- La película de 2002 Lilya 4-ever, que tenía lugar en una "antigua república soviética sin nombre" fue rodada en Paldiski.